# La traición de Roma
La traición de Roma es la tercera novela del escritor español Santiago Posteguillo y con ella cierra la trilogía dedicada a la figura del estadista y militar romano Escipión el Africano, vencedor de Aníbal en la batalla de Zama. En esta tercera y última parte de la trilogía se narra la madurez y decadencia de Escipión desde su Triunfo en Roma por la victoria de Zama hasta su caída y muerte.

## Argumento

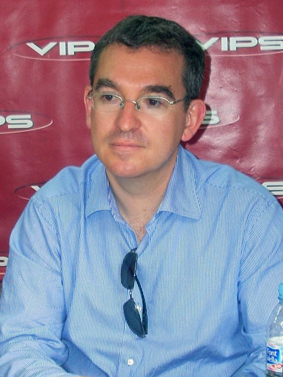
Santiago Posteguillo, autor de la novela.

Con La traición de Roma se cierra la trilogía sobre Escipión y se nos muestra el ocaso de los diferentes personajes conocidos durante las dos novelas anteriores (tanto amigos como enemigos del Africano): Aníbal, Marco Porcio Catón y su aliado Graco, la esclava Netikerty, la prostituta Areté, el fiel Cayo Lelio, su familia, el dramaturgo Plauto. El ocaso de unos personajes en una Roma que resurge finalmente victoriosa pero que no duda en arrasar para ello incluso a sus héroes más destacados.

## Personajes

### Escipiones y aliados
- Escipión el Africano: Protagonista de la historia. General en jefe de las tropas romanas destacadas en Hispania y en África, cónsul en el 205 y en el 194 a. C., procónsul en el 204, 203 y 202 a. C., censor del año 199 al 195 a. C. y princeps senatus

- Emilia Tercia: Hija pequeña de Emilio Paulo. Mujer de Escipión el Africano.

- Lucio Cornelio Escipión: Hermano pequeño de Escipión el Africano y cónsul en 190 a. C.

- Cayo Lelio: Tribuno y almirante al servicio de Escipión el Africano y cónsul en 190 a. C.

- Cayo Lelio Sapiens: Hijo de Cayo Lelio

- Lucio Emilio Paulo: Hijo de Emilio Paulo. Cuñado de Escipión el Africano.

- Cornelia mayor: Hija de Escipión el Africano

- Publio: Hijo de Escipión el Africano.

- Cornelia menor: Hija de Escipión el Africano.

- Icetas: Pedagogo griego

### Amigos de Escipión
- Lucio Quincio Flaminino: Pretor en 199 a. C. y cónsul en 192 a. C.

- Acilio Glabrión: Pretor en 196 a. C. y cónsul en 191 a. C.

- Silano: Tribuno al servicio de Escipión

- Domicio Enobarbo: Pretor en 194 a. C. y cónsul en 192 a. C.

- Publio Cornelio Escipión Násica: Marido de Cornelia mayor, cónsul en 162 y 155 a. C.

- Marco: Proximus lictor al servicio de Escipión

### Médicos
- Atilio: Médico de las legiones romanas

### Habitantes de Sidón
- Areté: Hetera de Abydos y esclava

- El padre de fulanito (†)

- Tiresías (†): Un médico de Sidon

### Esclavos
- Laertes: Esclavo espartano, atriense en casa de los Escipiones

### Egipcios
- Netikerty: Bella ex-esclava egipcia

- Jepri: Hijo de Netikerty

- Casio: Mercader romano en Alejandría

### Enemigos de los Escipiones
- Marco Porcio Catón: Cuestor en 204 a. C., pretor en 198 a. C., cónsul en 195 a. C. y censor del año 184 a. C. al 179 a. C. Antagonista principal

- Quinto Petilio Spurino: Tribuno de la plebe en 187 a. C., pretor en 181 a. C. y cónsul en 176 a. C.

- Lucio Valerio Flaco: Pretor en el 199 a. C., cónsul en el 195 a. C. y censor en el 184 a. C.

- Lucio Porcio Licino: Primo de Catón, pretor en el 193 a. C. y cónsul en 184 a. C.

- Quinto Petilio: Tribuno de la plebe en 187 a. C.

- Quinto Fulvio (†): Cónsul en el 237, 224 y 209 a. C. y pretor en 215 a. C. y 214 a. C.

- Craso (†): Centurión de las legiones urbanas

- Tiberio Sempronio Graco: Tribuno de la plebe en 184 a. C., pretor en 180 a. C. y cónsul en 177 a. C. y el 163 a. C.

### Pretores
- Helvio: Pretor en Hispania

### Legados
- Marco Claudio Marcelo: Legado romano

- Quinto Terencio Culeón: Legado romano

- Cneo Servilio: Legado romano

### Embajadores
- Sulpicio Galba: Embajador romano

- Publio Vilio Tápulo: Embajador romano

- Publio Aelio: Embajador romano

### Hispanos
- El príncipe de los ilergetes (†): Hijo del rey de los ilergetes, Bilistage

- Megara: Hijo del rey de Numancia

- El rey de Numancia

### Dramaturgos
- Tito Macio Plauto (†): Escritor de comedias y actor

### Cartagineses
- Aníbal Barca (†): Hijo mayor de Amílcar, general en jefe de las tropas cartaginesas en Italia

- Maharbal (†): General en jefe de la caballería cartaginesa bajo el mando de Aníbal

- Imilce (†): Esposa ibera de Aníbal

- Hanón: Jefe del Consejo de Ancianos de Cartago

- Asdrúbal Giscón (¿†?): General cartaginés

### Númidas
- Sífax (†): Antiguo rey de Numidia

- Masinisa: Rey de Numidia

### Griegos
- Escopas: Estratego griego

### Macedonios
- Filipo V: Rey de Macedonia

### Seleúcidas
- Antíoco III (†): Rey de Siria y señor de todos los reinos del Imperio seleúcida

- Epífanes (†): Consejero de Antíoco III

- Seleuco: Hijo de Antíoco III

- Toante (†): General sirio

- Antípatro (†): General sirio, sobrino del rey Antíoco III

- Filipo (†): General sirio

- Minión (†): General sirio

- Heráclidas: Consejero del rey Antíoco III

### Miembros de la corte de Egipto
- Ptolomeo V: Rey de Egipto

- Agatocles: Consejero de Ptolomeo V

- Cleopatra I: Hija de Antíoco III, esposa de Ptolomeo V

### Otros
- Eumenes II: Rey de Pérgamo

- Prusias: Rey de Bitinia

- Artaxias: General seleúcida y rey de Armenia

- Polibio: Político e historiador de origen aqueo

- Aristófanes de Bizancio: Sexto gran bibliotecario de la biblioteca de Alejandría

## Diferencias históricas
- En la novela, Asdrúbal Giscón aparece todavía vivo en el 195 a. C., mientras que en la vida real se suicidó al término de la segunda guerra púnica para evitar ser linchado.
- Los embajadores iberos son descritos como hombres vestidos con pieles burdas, pese a que el nivel de desarrollo textil de íberos y celtíberos era comparable al de los mismos itálicos.
- La novela muestra a Marco Porcio Catón como el único al mando de reprimir la revuelta íbera, con Marco Helvio Blasión apareciendo como su predecesor al cargo. En realidad, Catón no estaba al mando de Hispania, sino que técnicamente lo estaban los pretores Publio Manlio y Apio Claudio Nerón, el primero de los cuales cedió la iniciativa a Catón y actuó como su segundo. Helvio había ocupado previamente el puesto de Nerón y residía en Hispania al no poder regresar debido a su mala salud.
- La flota de Catón llega a Hispania en febrero. Históricamente, lo hizo en junio, y no sin razón, ya que febrero era un mes perteneciente al mare clausum, el período entre noviembre y marzo en el que Roma se abstenía de operaciones marítimas debido a las malas condiciones del clima. También es notable que llega a Emporión como una ciudad aliada, mientras que en la vida real estaba tomada por los íberos y debió asaltarla después de haber conquistado Rhode.
- En el libro, los pezhetairoi muestran la táctica de desmontar sus sarisas y arrojar sus secciones distales como si fueran jabalinas, algo que habría sido irrealizable en la vida real. Las sarisas eran armas tan grandes y farragosas para montarse y desmontarse que tenía que hacerse antes de entrar en formación, y el gran peso y poco aerodinamismo de cada sección las volvería poco útiles a la hora de funcionar como proyectiles.
- En la novela, Aníbal es dueño de una serie de estatuas de dioses púnicos e íberos, algunas de las cuales contienen secretamente tesoros. En realidad, el arte religioso íbero es principalmente anicónico y no creaba estatuas de deidades, excepto en regiones y períodos sometidos al sincretismo y la propia influencia artística púnica.
- Aníbal no se entrevistó con Antíoco III en Apamea, sino en Éfeso.
- Publio Cornelio Escipión Násica aparece en la novela, lo que produce un error de continuidad con la primera entrega, Africanus: el hijo del cónsul: Násica era históricamente el hijo de mayor de Cneo, el tío de Escipión el Africano, que en la primera novela es soltero y muere sin hijos.
- La novela otorga a Tiberio Sempronio Graco el papel de Marco Emilio Lépido en la batalla de Magnesia, en la que el Tiberio histórico quizás ni siquiera participó. Lépido sólo aparece en otra escena sin relación con la batalla.
- En la versión literaria de esta batalla tampoco aparecen Átalo III, ni los aliados tracios, macedonios, aqueos y cretenses que Roma había reunido. Además, la acción la inician los seléucidas atacando el flanco de Eumenes, mientras que en la historia real fue Eumenes el que atacó primero. La táctica de Tiberio de utilizar el río para su ventaja es original a la novela también, ya que en la batalla real el giro llegó cuando Emilio Lépido llevó a cabo un ataque con refuerzos desde el campo romano.
- En el libro, Antíoco muere en Ecbatana, mientras que el Antíoco real lo hizo en Susa.
- La novela contiene una escena de Catón en abril de 183 a. C. proclamando su célebre frase "Carthago delenda est", que en la vida real no proclamaría hasta la década del 150 a. C., debido a que fue entonces cuando Catón visitó personalmente Cartago y comprobó que la ciudad parecía estar recuperando su prosperidad.
- Polibio aparece encontrándose con Cayo Lelio en una escena ambientada en el 183. En realidad no se conocerían hasta 160, cuando Polibio comenzó a trabajar en Roma como preceptor de los hijos de Lucio Emilio Paulo. Este cambio se da probablemente debido a que la trilogía vuelve a Lelio un hombre mucho más viejo de lo que era, y al aparecer ya como un anciano en 183, no habría resultado creíble que viviera al menos veinte años más.